# 23 Brygada Ochrony Pogranicza
23 Brygada Ochrony Pogranicza – zlikwidowana brygada w strukturze organizacyjnej Wojsk Ochrony Pogranicza pełniąca służbę na granicy polsko-czechosłowackiej.

## Formowanie i zmiany organizacyjne
23 Brygada Ochrony Pogranicza JW 2231 (Zarządzenie SzSG Nr  053/Org. 30 marca 1946) została sformowana w 1948 na bazie Wrocławskiego Oddziału WOP nr 11, na podstawie rozkazu MON nr 055/org. z 20 marca 1948. Brygada posiadała pięć batalionów, a stan etatowy wynosił 2039 żołnierzy i 12 pracowników cywilnych. Podporządkowana została Głównemu Inspektoratowi Ochrony Pogranicza. Zaopatrzenie nadal realizowane było przez kwatermistrzostwo okręgu wojskowego. Rozkazem Ministra Obrony Narodowej nr 205/Org. z 4 grudnia 1948, z dniem 1 stycznia 1949, Wojska Ochrony Pogranicza podporządkowano Ministerstwu Bezpieczeństwa Publicznego. Zaopatrzenie brygady przejęła Komenda Wojewódzka MO.
Sztab brygady stacjonował w Kłodzku.
Aby nadać ochronie granic większą rangę, podkreślano wojskowy charakter formacji. Od 1 stycznia 1950 powrócono w nazwach jednostek do wcześniejszego określania: „Wojska Ochrony Pogranicza”. Z dniem 1 stycznia 1951 weszła w życie nowa numeracja batalionów i brygad Wojsk Ochrony Pogranicza. Na bazie 23 Brygady Ochrony Pogranicza powstała 5 Brygada WOP.

## Struktura organizacyjna
W 1948:
- dowództwo, sztab i pododdziały dowodzenia
- samodzielny batalion ochrony pogranicza nr 73 - Paczków
- samodzielny batalion ochrony pogranicza nr 75 - Stronie Śląskie
- samodzielny batalion ochrony pogranicza nr 77 - Bystrzyca Kłodzka
- samodzielny batalion ochrony pogranicza nr 79 - Duszniki-Zdrój
- samodzielny batalion ochrony pogranicza nr 81 - Wałbrzych.

Etat brygady przewidywał: 5 batalionów, 2039 wojskowych i 12 pracowników cywilnych.
Na terenie odpowiedzialności brygady funkcjonowało sześć GPK :
- Graniczna Placówka Kontrolna nr 53 „Międzylesie” (drogowa)
- Graniczna Placówka Kontrolna nr 54 „Międzylesie” (kolejowa)
- Graniczna Placówka Kontrolna nr 55 „Kudowa” (drogowa)
- Graniczna Placówka Kontrolna nr 56 „Mirowsk” (kolejowa)
- Graniczna Placówka Kontrolna nr 57 „Lubawsk” (kolejowa)
- Graniczna Placówka Kontrolna nr 58 „Lubawa” (drogowa).

## Sztandar oddziału
Sztandar otrzymał poprzednik brygady - 11 Wrocławski Oddział WOP. W uroczystości wręczenia sztandaru wzięli udział m.in.: premier Rządu Jedności Narodowej Edward Osóbka-Morawski, minister obrony narodowej marszałek Polski Michał Rola-Żymierski, szef Departamentu WOP gen. bryg. Gwidon Czerwiński i dowódca Okręgu Wojskowego IV gen. Stanisław Popławski.
W drzewcu sztandaru znajdują się 44 gwoździe pamiątkowe z napisami mówiącymi o funkcjach i nazwiskach osób lub określającymi nazwy zakładów pracy, organizacji politycznych i społecznych oraz wymieniające nazwiska chrzestnych sztandaru. Gwoździe przybijali m.in.: płk Franciszek Mróz - zastępca szefa Departamentu WOP, ppłk Mikołaj Grajworoński szef wydziału WOP w Dowództwie Śląskiego OW, ppłk Zygmunt Huszcza - dowódca 27 pułku piechoty i płk Głaskow - przedstawiciel Armii Czerwonej, dowódca 11 Oddziału Ochrony Pogranicza mjr A. Mickiewicz i jego zastępcą mjr J. Kaczmarski.
Wraz ze zmianą nazwy i numeru jednostki na płacie sztandaru dokonywano poprawek. Słowo "Wrocławski" zamieniono na "Wrocławska" oraz wypruto haft napisu "11 ODDZ.", a wyhaftowano "23 BRYG.". Pozostał nie naruszony dwuwierszowy napis na skrzynce grotu, który brzmi: "WROCŁAWSKI /11 OD. WOP".
Sztandar został przekazany do Muzeum Wojska Polskiego 1 lipca 1963.

## Dowódcy brygady
- ppłk Adam Mickiewicz
- ppłk Jakub Margules

## Przekształcenia
11 Oddział Ochrony Pogranicza → 11 Wrocławski Oddział WOP → 23 Brygada Ochrony Pogranicza → 5 Brygada WOP → 5 Sudecka Brygada WOP → Sudecka Brygada WOP → Sudecki Batalion WOP